# محمد فارس الفارس
محمد فارس الفارس باحث وكاتب إماراتي، ولد في إمارة الشارقة عام 1960.

## النشأة والتعليم
ولد في إمارة الشارقة عام 1960، ويعمل حالياً رئيساً لقسم الجودة، إدارة التعليم المستمر بوزارة التربية والتعليم والشباب في دولة الإمارات العربية المتحدة. يحمل درجة الليسانس في الآداب، قسم التاريخ من جامعة القاهرة عام 1984، ودبلوم الدراسات العليا من جامعة القديس يوسف في لبنان عام 1989، وماجستير في التاريخ من الجامعة نفسها عام 1991، حيث قدم رسالة بعنوان «التجمعات القبلية ودورها في تكوين الوحدات السياسية في الخليج العربي خلال القرنين السابع عشر والثامن عشر»، وهو يحمل درجة دكتوراه دولة في العلوم الإنسانية والاجتماعية، شعبة التاريخ من جامعة تونس الأولى عام 1999، حيث كانت رسالته لنيل شهادة الدكتوراه بعنوان «الأوضاع الاقتصادية في إمارات الساحل 1862-1965».

## مؤلفاته
| م | الكتاب                                                                                       |  | الإصدار       | الناشر                         | عدد الصفحات | ISBN13        |
| - | -------------------------------------------------------------------------------------------- |  | ------------- | ------------------------------ | ----------- | ------------- |
| 1 | من هو فرعون موسى - القرآن يجيب على السؤال - الجزء الأول                                      |  | 01 يناير 2019 | الدار العربية للعلوم ناشرون    | 573         | 9786140236974 |
| 2 | رحالة وسياسيون زاروا الإمارات والخليج قبل النفط                                              |  | 2012          | دار العالم العربي للنشر        | 383         | 9789948163237 |
| 3 | الأوضاع الاقتصادية في إمارات الساحل                                                          |  | 01 يناير 2000 |                                |             |               |
| 4 | الأوضاع الاقتصادية في إمارات الساحل (دولة الإمارات العربية المتحدة حالياً) 1862 - 1965        |  | 01 يناير 2000 | مركز الإمارات للدراسات والبحوث | 430         |               |
| 5 | صفحات من تاريخ الإمارات والخليج (ج2)                                                         |  | 01 يناير 2014 | الأهلية للنشر والتوزيع         | 780         | 9786589091257 |
| 6 | صفحات من تاريخ الإمارات والخليج                                                              |  | 01 يناير 2014 | الأهلية للنشر والتوزيع         | 1377        | 9786589091257 |
| 7 | جزر الإمارات المحتلة ومباحثات الاتحاد التساعي - قراءة في الوثائق البريطانية لعامي 1971- 1972 |  | 01 يناير 2007 | الأهلية للنشر والتوزيع         | 682         |               |
| 8 | من هو فرعون موسى - القرآن يجيب على السؤال - الجزء الثاني                                     |  | 01 يناير 2019 | الدار العربية للعلوم ناشرون    | 731         | 9786140128156 |